# Франсуа Байру
Франсуа Байру (фр. François Bayrou; нар. 25 травня 1951, Бордер, Атлантичні Піренеї, Франція) — французький політик і письменник, голова Союзу за французьку демократію (UDF) і кандидат на посаду президента Франції на президентських виборах 2007 року. Прем'єр-міністр Франції з 13 грудня 2024 року. Крім того Байру є співголовою Європейської демократичної партії.
Мер По з 2014. Міністр юстиції Франції з 17 травня по 19 червня 2017.

## Біографія
Байру народився в сім'ї небагатого селянина. Вчив класичну літературу в університеті Бордо, який закінчив у віці 23 років. Вступив в буржуазно-ліберальну партію UDP, де на початку був депутатом від департаменту Піренеї Атлантичні. Байру дотримується християнсько-демократичних поглядів і називає себе віруючим католиком, проте прихильником відділення релігії від держави.
З 1979 до 1981 він був високопоставленим чиновником у міністерстві сільського господарства, після цього працював у президента сенату Алан Поера. З 1984 по 1986 був радником президента європейського парламенту П'єра Пфлімліна. До 1993 очолював парламентську групу в боротьбі проти безграмотності.
Після перемоги на виборах правих лібералів під керівництвом Едуара Балладюра в 1993, Байру був запрошений в уряд як міністр освіти. Під час його перебування на цій посаді були проведені серйозні реформи у французькій системі освіти. Свою посаду Байру зберіг і після того, як у 1995 новим прем'єр-міністром став Ален Жюппе, який поповнив повноваження Байру сферою науки.
Політичною метою Байру було створення центристської політичної сили, здатної на рівних протистояти голлістам з правого флангу політичного спектру. На своєму посту міністра освіти і науки, він залишався до 4 червня 1997, коли його наступником став Клод Аллегре.
У 1998 був обраний головою Союзу за французьку демократію. Рік по тому брав участь у виборах в європейський парламент, ставши депутатом у Страсбурзі. Брав участь як кандидат від своєї партії на президентських виборах у Франції 2002 року. Його результатом стало четверте місце з 6,8 % голосів.
У тому ж році ліберальні центристи розкололися, так як їх частина була готова влитися в проект нової сильної консервативної партії Союз за народний рух (UMP) для підтримки діючого президента Жака Ширака, в той час як Байру хотів зберегти незалежність UDF. Байру склав свої повноваження як депутат Європарламенту, щоб стати депутатом французького парламенту. Проте на регіональних виборах в Аквітанії він зазнав поразки проти кандидата від UDF. Однак на виборах в Європарламент його партія змогла здобути 12 %.
У передвиборчих перегонах до президентських виборів 2007, згідно з опитуваннями, йому протягом декількох тижнів вдався зліт від безперспективного нішевого кандидата до серйозного претендента на посаду президента. Байру виступає як центристська альтернатива конкурентці від лівих сил Сеголен Руаяль та консерватору Ніколя Саркозі. У ході передвиборчої боротьби він назвав Європейський союз «найкрасивішої конструкцією людства». У загальноєвропейських питаннях він висловлюється проти прийняття Туреччини до ЄС і за прийняття європейської конституції. Він проти згадки в конституції про бога, оскільки за його словами релігія і закон не повинні змішуватися.
Байру є автором багатьох історичних праць, в тому числі біографії французького короля Генріха IV. Він одружений і має шість дітей.
13 грудня 2024 президент Франції Емануель Макрон призначив Франсуа Байру прем'єр-міністром.

## Праці

### Історичні
- Le roi libre. — Paris: Flammarion, 1994 — ISBN 2-08-066821-8
Le roi libre. — Paris: France loisirs, 1995 — ISBN 2-7242-8944-7
Le roi libre. — Paris : Éd. J'ai lu, 1996 — ISBN 2-277-24183-0
Henri IV. — Paris: Perrin jeunesse, 1998 — ISBN 2-262-01301-2
Henri IV: le roi libre. — Paris: Flammarion, 1999 — ISBN 2-08-067725-X
- Saint-Louis. — Paris: Flammarion, 1997 — ISBN 2-08-067208-8
- Ils portaient l'écharpe blanche: l'aventure des premiers réformés, des Guerres de religion à l'édit de Nantes, de la Révocation à la Révolution. — Paris: B. Grasset, 1998 — ISBN 2-246-55981-2
Ils portaient l'écharpe blanche: l'aventure des premiers réformés, des Guerres de religion à l'édit de Nantes, de la Révocation à la Révolution. — Paris: Librairie générale française, 2000 — ISBN 2-253-14779-6

### Політичні
- La Décennie des mal-appris. — Paris: Flammarion, 1990 — ISBN 2-08-066472-7
- Le droit au sens. — Paris: Flammarion, 1996 — ISBN 2-08-067204-5
- Bayrou, François; Pierre-Brossolette, Sylvie : Hors des sentiers battus: entretiens avec Sylvie Pierre-Brossolette. — Paris: Hachette littératures, 1999 — ISBN 2-01-235258-8
- François Bayrou, Qui êtes-vous? Que proposez-vous? — Paris: Archipel, 2001 — ISBN 2-84187-283-1
- Relève. — Paris: Grasset, 2001 — ISBN 2-246-61821-5
- Oui: Plaidoyer pour la Constitution européenne. — Paris: Plon, 2005 — ISBN 2-259-20183-0
- Au nom du Tiers-État. Hachette Littératures 2006, ISBN 2-01-237250-3
- Projet d'Espoir. Plon 2007, ISBN 2-259-20162-8